# Elwira Saadi
Elwira Fuadowna Saadi (ros. Эльвира Фуадовна Саади, ur. 2 stycznia 1952 w Taszkencie) – radziecka gimnastyczka. Dwukrotna złota medalistka olimpijska.
Brała udział w dwóch igrzyskach (IO 72, IO 76), na obu zdobywała złote medale w drużynie. Była mistrzynią świata w drużynie w 1974, na tej samej imprezie zajęła trzecie miejsce w ćwiczeniach wolnych. Stawała na podium mistrzostw ZSRR (m.in. złoto w wieloboju w 1973. Po zakończeniu kariery sportowej został trenerką. Pracowała m.in. w Kanadzie.